# Chikkanagavalli, Chik Ballapur
Chikkanagavalli là một làng thuộc tehsil Chik Ballapur, huyện Kolar, bang Karnataka, Ấn Độ.